# Сусло

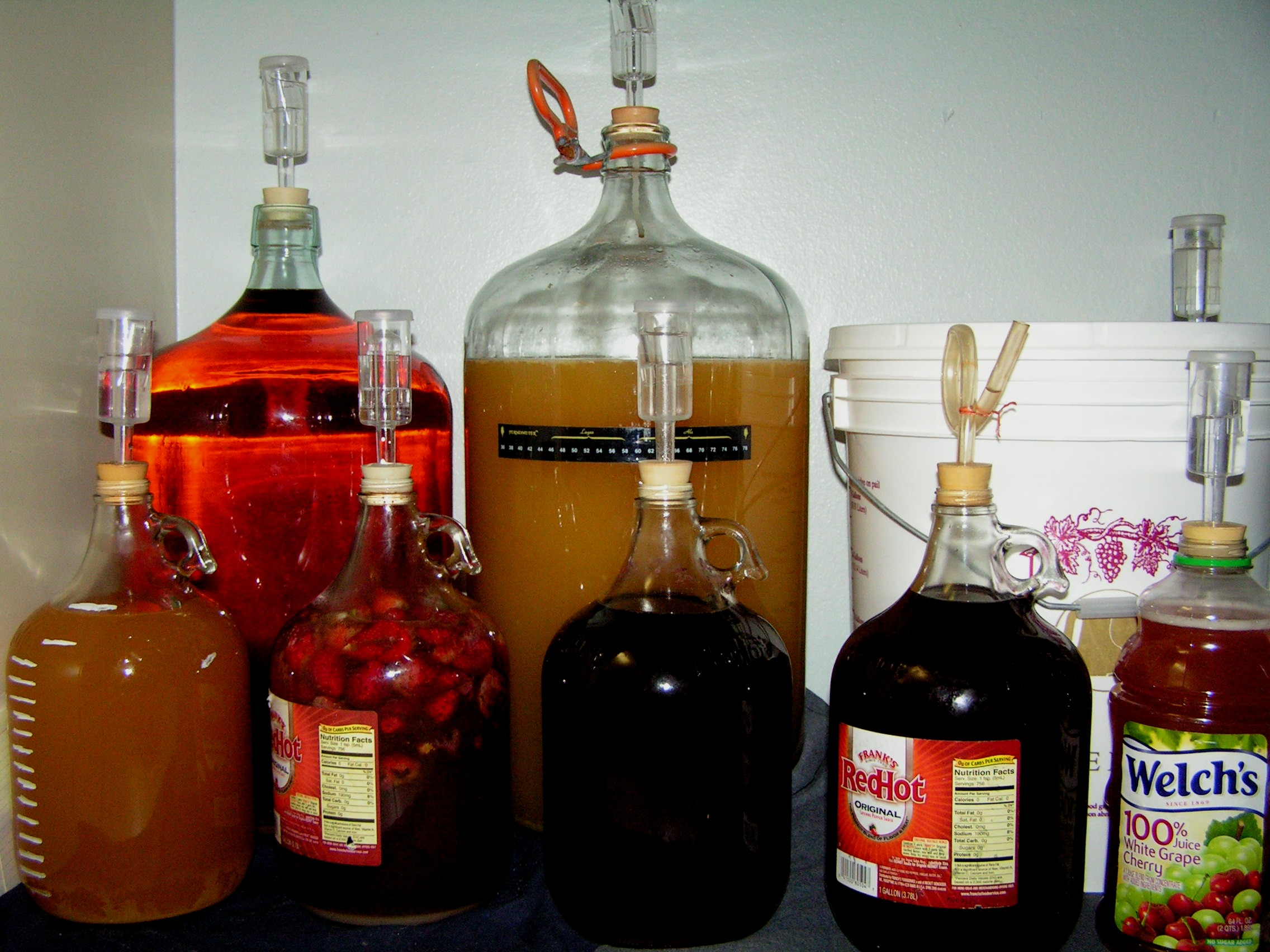
Бутыли с суслом

Су́сло — сладкая жидкость, подвергаемая брожению, питательная среда для бактерий из закваски; часто — навар или настой сырья. Используется в пекарском деле, при изготовлении алкогольных и безалкогольных напитков, а также некоторых ферментированных продуктов питания. В пивоварении сусло делают, заливая солод водой, в виноделии суслом именуется отжатый из виноградных ягод сок.
Некоторые виды сусла имеют собственные названия: муст (винное), сулой (для несладкого киселя).

## Этимология
Слово «сусло» впервые зафиксировано в древнерусском языке в 1419 году. Этимология однозначно не установлена. Словарь Фасмера считает вероятным происхождение от древнечувашского слова *suslak («зачёрпываемое ложкой»), гипотеза о родстве с балтийскими словами, означающими «тушить, варить» отмечена как менее обоснованная. Словарь Шанского, напротив, приводит лишь последнюю гипотезу.

## Технология

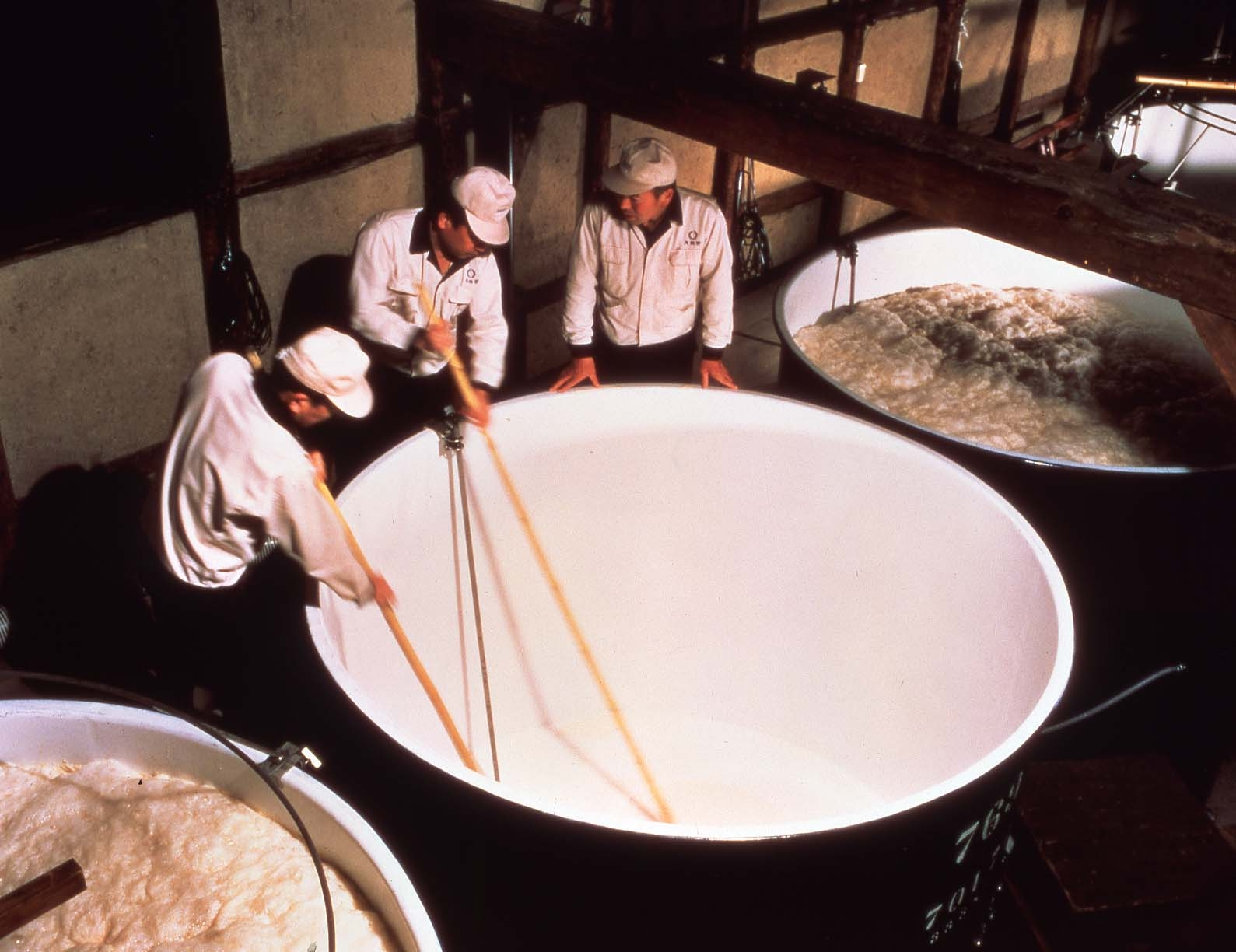
Мороми — рисовое сусло для саке

В производстве дрожжей сусло становится местом их размножения, после чего жидкость отфильтровывают и удаляют из неё воду. Сусло также добавляют в некоторые виды теста, в частности, в пряничное; винное сусло добавляется в греческое печенье мусталеврия, в сладкий соус бекмес и другие десерты.
В производстве напитков из злаков (пива, кваса, виски…) сусло готовят, добавляя раздавленный или размолотый солод в горячую воду, что запускает гидролиз крахмала амилазой в сахара, а также упрощает растворение сахаров и аминокислот. После действия протеазы на белки в сусле остаются аминокислоты, служащие растущим дрожжам источником азота. Затем сусло отделяют от твёрдого осадка, кипятят (в некоторых случаях), и охлаждают, после чего добавляют в него дрожжи, которые перерабатывают сахара в сусле в этанол путём гликолиза.

### Пивоварение
Пивное сусло содержит в основном мальтозу, других сахаров (сахарозы, глюкозы и фруктозы) там намного меньше. В пивоварении во время кипячения сусла туда добавляется хмель и другие вкусовые добавки[./Сусло#cite_note-_c6ffb8352a162a6b-5 [5]]. После окончания варки сусло перемещают в гидроциклон, на дно которого выпадает нерастворимый осадок из белков, нерастворимых частиц хмеля и других веществ. Для питания дрожжей сусло аэрируют. Процесс ферментации обычно идёт в два этапа. Во время первого (5—8 дней) сахара из сусла превращаются в этанол с выделением вицинальных дикетонов и ацетальдегида, ухудшающих вкус напитка. Второй этап — выдержка сусла (7—30 дней), во время которой концентрация нежелательных веществ в нём уменьшается. В готовом продукте остаётся некоторое количество декстринов из сусла, повышающих калорийность пива; пивоваренная промышленность занимается выведением дрожжей, способных гидролизовать как можно большее их количество.
Традиционно бродящее пивное сусло старались не перемешивать, чтобы не занести туда нежелательные бактерии, однако дрожжам сложнее полностью переработать стоячую жидкость, из-за чего в современном производстве сусло мешают, например, струйным смесителем.
Безалкогольное пиво производится из разбавленного сусла (5—8 %), в котором содержится меньше сахаров.

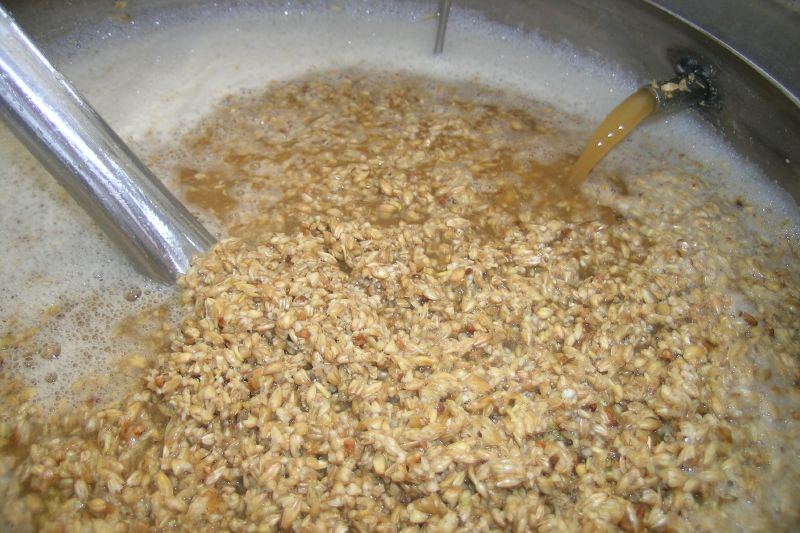
Пивной солод, залитый водой
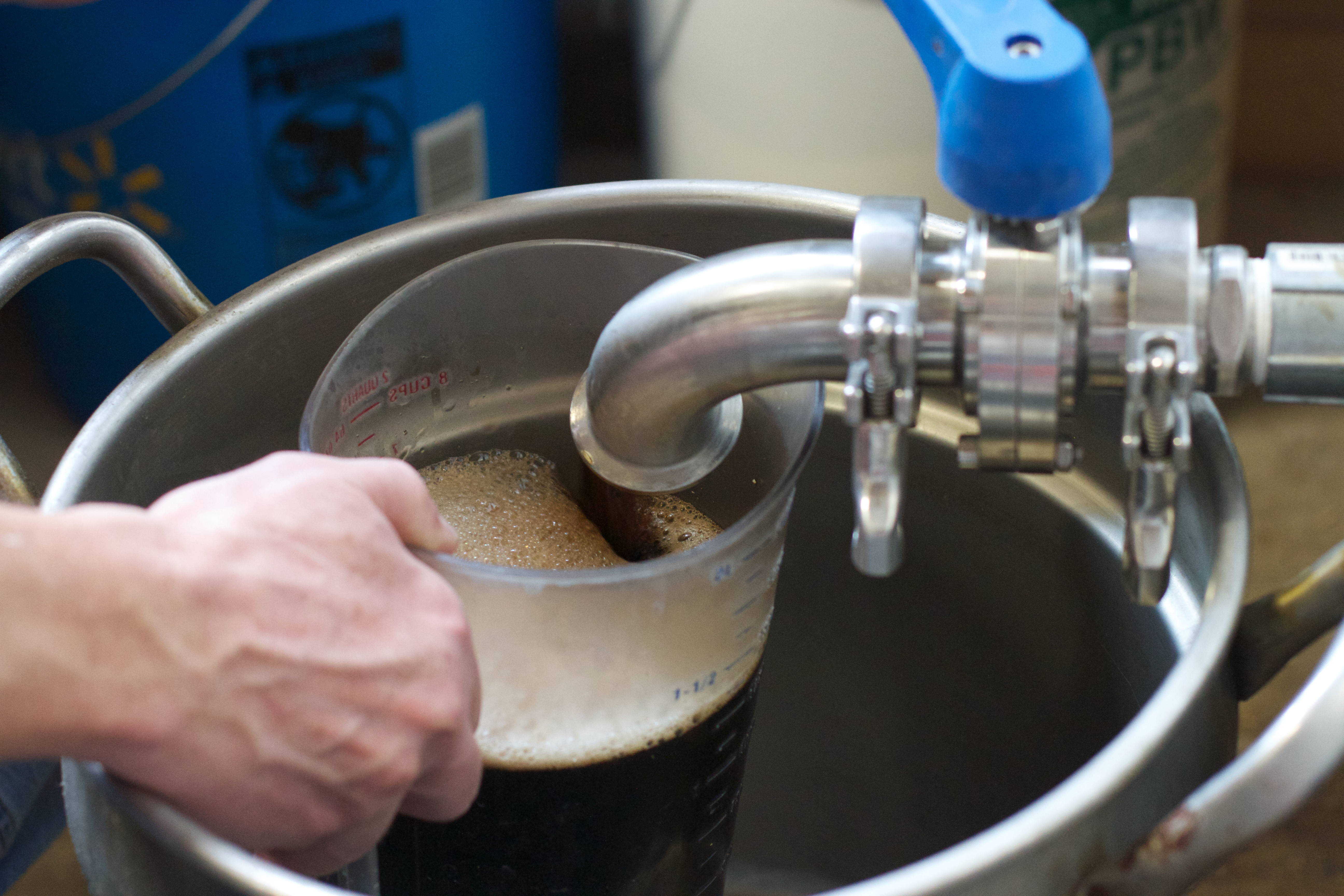
Пивное сусло
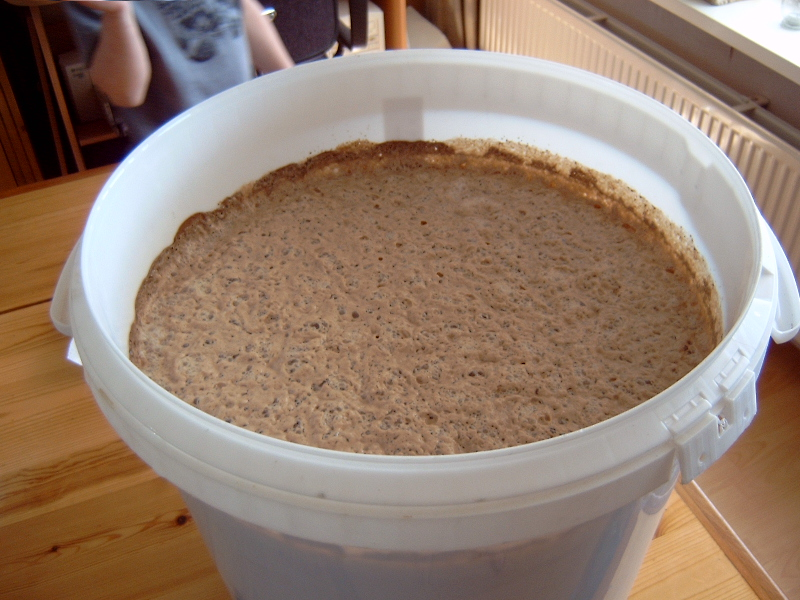
На поверхности бродящего пивного сусла лопаются пузырьки углекислого газа

### Виноделие
В виноделии суслом, или мустом именуется отжатый из ягод сок, содержащий мезгу, то есть раздавленные частицы кожицы и семян, а иногда и гребней. Виноградные ягоды давят вместе с мезгой для того, чтобы насытить сусло свободными аминокислотами, также в него попадают микроорганизмы, живущие на поверхности ягод: полезные для виноделия дрожжи, а также портящие вино Acetobacter, Gluconobacter и Gluconacetobacter. Для производства красных вин сусло ферментируют вместе с мезгой, а для белых мезгу отжимают и удаляют до ферментации. При холодном отжиме в ферментируемом сусле уменьшается накопление биогенных аминов. Сусло для белых и некоторых красных вин выдерживают при низкой температуре, что провоцирует рост холодоустойчивых дрожжей. Примерно половину моносахаридов в виноградном сусле составляет фруктоза.

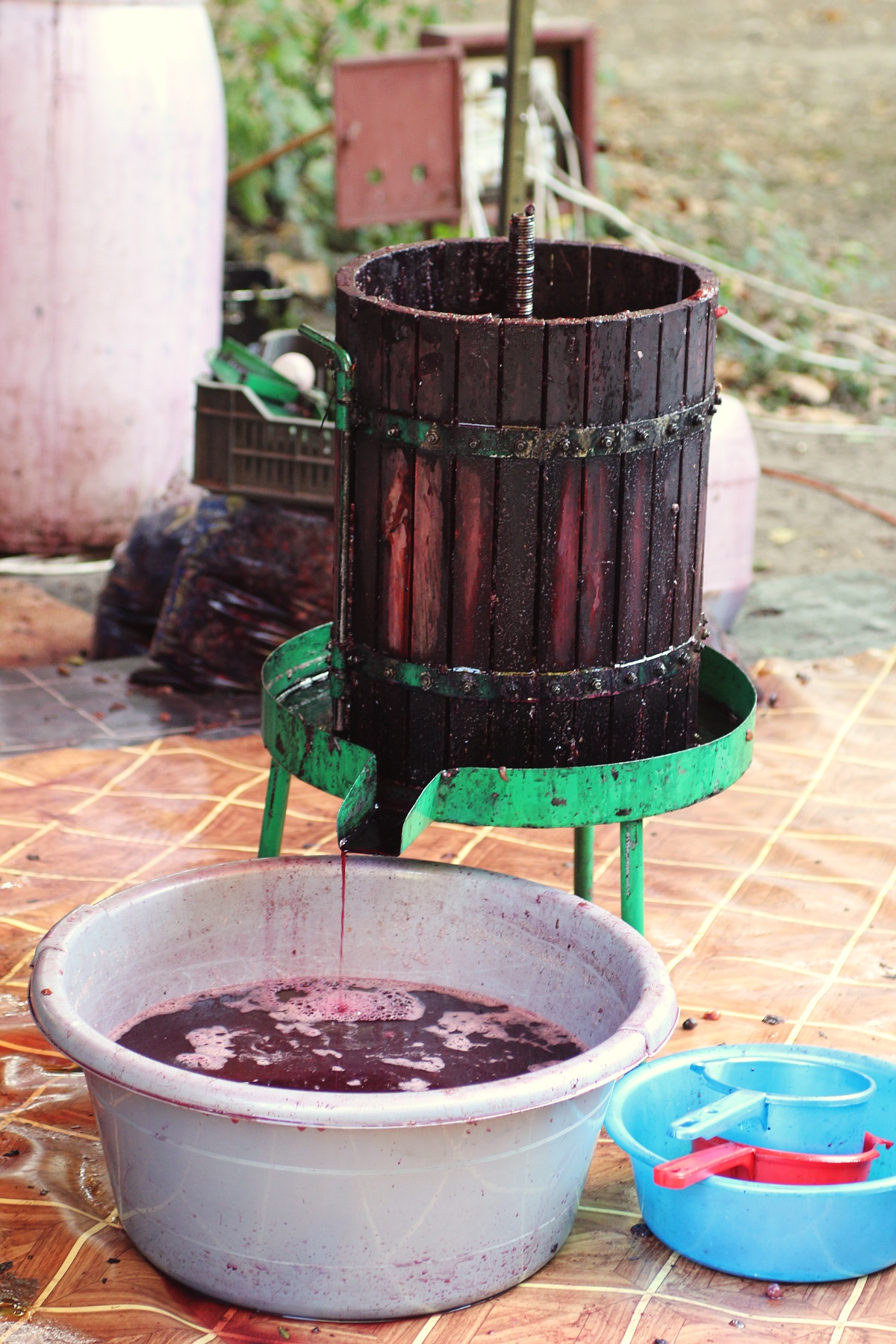
Виноградное сусло стекает из кадки с прессом
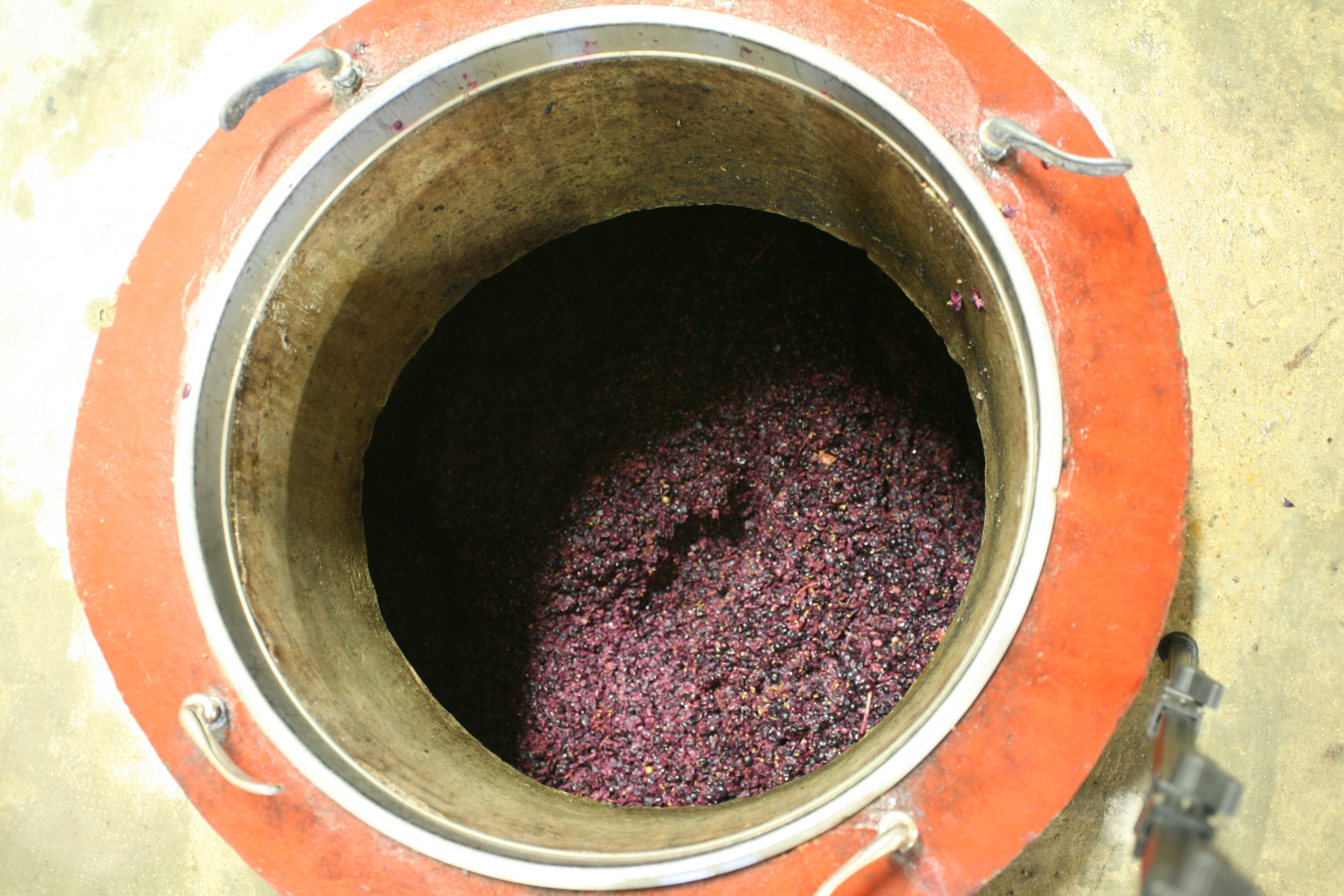
Сусло с мезгой, ферментируемое для производства красного вина
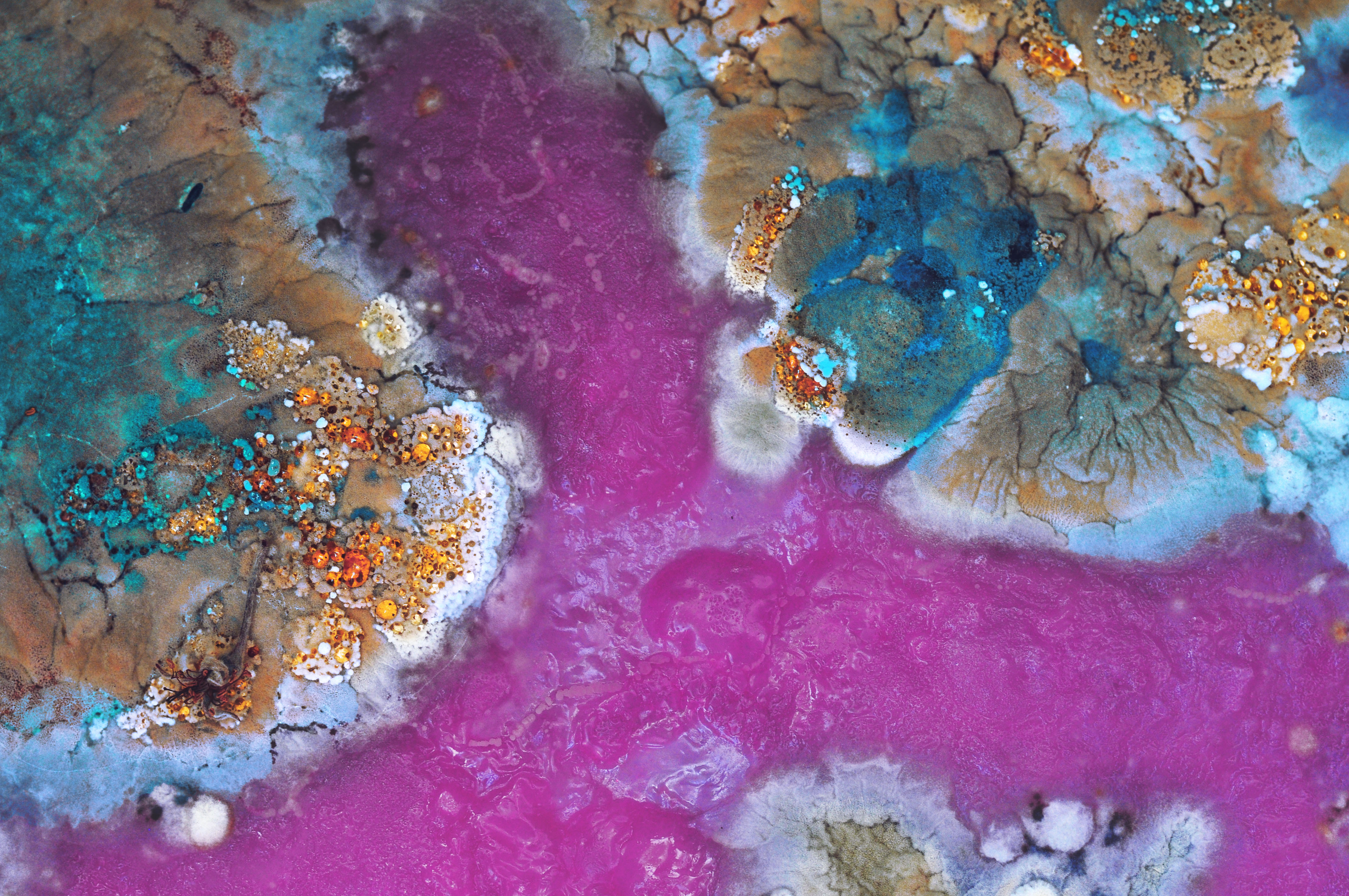
Винное сусло, испорченное избыточным ростом бактерий
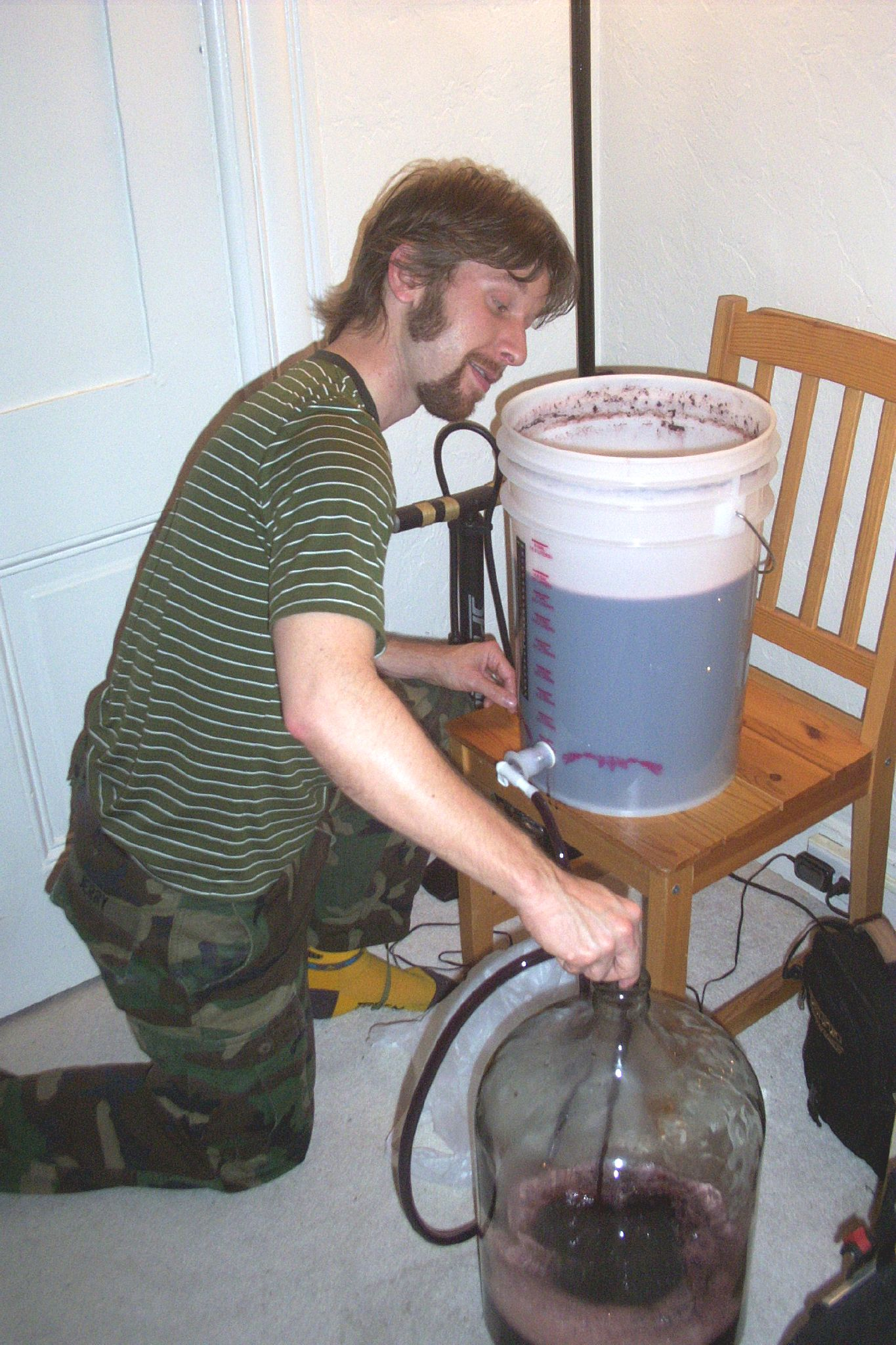
Фильтрация сусла, закончившего брожение